# Guitar Hero: On Tour Modern Hits
Guitar Hero: On Tour Modern Hits è il terzo capitolo dedicato al Nintendo DS della famosa serie videoludica Guitar Hero ed è stato pubblicato nell'estate 2009.

## Sviluppo
Il gioco è stato ufficializzato nel febbraio 2009 insieme a Guitar Hero: Greatest Hits e Guitar Hero 5, alcuni dei capitoli della serie che Activision si era proposta di lanciare entro la fine dell'anno.
Activision aveva inizialmente annunciato che stava cercando di creare una nuova periferica per il Nintendo DSi la quale avrebbe dovuto sfruttare l'alloggio per le schede SD per sopperire alla estromissione dello slot per i giochi Game Boy Advance operata di Nintendo in questa nuova iterazione della sua console portatile ma, successivamente, ha optato per continuare a utilizzare il Guitar Grip (la periferica dedicata su cui si basano i precedenti capitoli del franchise per questa piattaforma) rendendo così inutilizzabile il gioco sul DSi.

## Modalità di gioco
Il gioco supporta la connessione Wi-Fi del Nintendo DS e permette ai giocatori di trasferire le canzoni di questo capitolo sugli altri titoli portatili della serie o viceversa. Per ovvi limiti tecnologici, la feature funziona fintanto che rimane attiva la connessione tra le due console (con i rispettivi capitoli di Guitar Hero: On Tour); in sostanza, ciascuno può occasionalmente attingere dalla libreria altrui, tanto per sessioni singole che multigiocatore.
La modalità Carriera si discosta da quella lineare del primo On Tour e da quella cronologica di Decades, e propone anzi uno sviluppo che porta il giocatore a tornare più di una volta su uno stesso brano o palco. Le canzoni, distribuite nei vari concerti, sono infatti divise tra esibizioni da "gruppo spalla" e "spettacolo principale", progressivamente sbloccabili secondo una precisa curva di difficoltà.
Sono inoltre presenti e necessarie per progredire nel gioco tre sfide addizionali per ogni brano: una per la chitarra solista, una per il basso ed una per il duello tra chitarre, ciascuna con richieste e regole particolari, legate tanto alla qualità della performance (valutazione, note di fila, percentuale) quanto all'utilizzo di potenziamenti o ostacoli per variegare la sfida (plettrata automatica, "note bomba" da non plettrare...).
Il proposito è chiaramente quello di incrementare la longevità del titolo a parità di numero di brani.

## Tracce
Le canzoni che compongono la tracklist di Guitar Hero On Tour: Modern Hits nell'edizione Italiana (con tracklist europea, differente, ancora una volta, rispetto alle versioni per America e Regno Unito) sono 28 e tutte in versione originale. Qua di seguito le tracce presenti nel gioco:
Rusty Rocco's
- When You're Gone - Avril Lavigne
- Dimension - Wolfmother
- Golden Skans - Klaxons
- Que No - Deluxe
- On Call - Kings of Leon
- Bohemian Like You - The Dandy Warhols

Fiera della Contea
- In the Shadows - The Rasmus
- Violet Hill - Coldplay
- Our Velocity - Maxïmo Park
- Napoleon Says - Phoenix
- Chelsea Dagger - The Fratellis

Spettacolo Laser
- Where Are We Runnin'? - Lenny Kravitz
- '54, '74, '90, 2010 - Sportfreunde Stiller
- Half-Truism - The Offspring
- The Fallen - Franz Ferdinand
- Via le mani dagli occhi - Negramaro

Casino Vicarious
- Sweet Sacrifice - Evanescence
- The Bitter End - Placebo
- Reptilia - The Strokes
- Miss Murder - AFI
- Still Waiting - Sum 41
- Always Where I Need To Be - The Kooks

Shanghai
- This Ain't a Scene, It's an Arms Race - Fall Out Boy
- Everybody Get Dangerous - Weezer
- Ruby - Kaiser Chiefs
- All My Life - Foo Fighters
- The Metal - Tenacious D
- Scream Aim Fire - Bullet for My Valentine

### Brani non presenti nell'edizione europea
Vi sono, oltre ai brani della playlist, alcuni che sono stati inseriti esclusivamente per le versioni americana e australiana; questi sono:
- Adrenaline - 12 Stones
- Call to Arms - Angels & Airwaves
- Dashboard - Modest Mouse
- Do the Panic - Phantom Planet
- I Wanna Be Your Man - Endeverafter
- Lassoo - The Duke Spirit
- Lights and Sounds - Yellowcard
- Paralyzer - Finger Eleven
- Unconditional - The Bravery
- What Do I Have To Do - The Donnas
- Shockwave - Black Tide